# Paroplapoderus spiniferus
Paroplapoderus spiniferus es una especie de coleóptero de la familia Attelabidae.

## Distribución geográfica
Habita en Java y Sumatra en (Indonesia).